# Isabelle Devaluez
Isabelle Devaluez (* 17. März 1966 in Grenoble) ist eine ehemalige französische Leichtathletin, die bei Mittelmeerspielen eine Silbermedaille und zwei Bronzemedaillen im Diskuswurf gewann. 

## Sportliche Karriere
Die 1,80 Meter gro0e Isabelle Devaluez begann bei Grenoble UC. Von 1988 bis 1991 startete sie für Stade Français in Paris, danach kehrte sie zu Grenoble UC zurück. Sie gewann den französischen Meistertitel im Diskuswurf 1986 und 1987, 1991 bis 1993 und 1995 bis 1999. Ihre Bestleistung von 62,02 Meter warf sie am 15. Juni 1996 in La Garde.
Devaluez trat zwischen 1984 und 2000 bei 5 Wettkämpfen im Juniorinnenbereich und bei 23 Wettkämpfen im Erwachsenenbereich im Nationaltrikot an. 1987 bei den Mittelmeerspielen in Latakia siegte die Italienerin Maria Marello vor ihrer Landsfrau Lidia Rognini. Mit 51,56 Meter und anderthalb Meter Rückstand auf Rognini erreichte Devaluez den dritten Platz. Einen halben Meter hinter Devaluez belegte die zweite Französin Valérie Hanicque den siebten Platz. Vier Jahre später bei den Mittelmeerspielen 1991 in Athen siegt die Italienerin Agnese Maffeis vor Isabelle Devaluez mit 56,14 Meter und der zweiten Französin Agnès Teppe mit 55,80 Meter. Zwei Jahre später war die französische Region Languedoc-Roussillon Austragungsort der Mittelmeerspiele 1993, die Leichtathletik fand in Narbonne statt. Devaluez wurde mit 50,14 Meter Neunte. 1996 bei den Olympischen Spielen in Atlanta nahm Devaluez als einzige Französin am Diskuswurf teil und belegte mit 55,08 Meter den 37. Platz in der Qualifikation. 1997 gewann Devaluez mit 61,28 Meter die Bronzemedaille bei den Mittelmeerspielen in Bari hinter den beiden Griechinnen Anastasia Kelesidou und Styliani Tsikouna.